# Клод Кіамбе
Клод Кіамбе (нід. Claude Kiambe, нар. 16 вересня 2003), відомий як Claude — нідерландський співак конголезького походження. Представник Нідерландів на Пісенному конкурсі Євробачення 2025 з піснею «C'est La Vie».

## Біографія
Клод Кіамбе народився в Демократичній Республіці Конго, але переїхав до Нідерландів у віці 9 років разом зі своєю матір'ю, трьома братами та трьома сестрами. Після прибуття до Нідерландів Клод жив у центрі прийому біженців в Алкмарі, а потім переїхав до Енкгейзена. За словами співака, музика завжди допомагала йому пережити важкі часи дитинства, коли іноді він не знав, чи буде їм із родиною, що їсти.
В Алкмарі Клод брав участь у мультикультурному оркестрі Partout, а в Енкгейзені закінчив школу. Після школи вступив на готельний менеджмент, але вчився недовго, згодом деякий час працював у ресторані.
Знає три мови: нідерландську, французьку та англійську, усіма трьома пише музику.

## Кар'єра
У ранні роки Клод кілька разів брав участь у шоу талантів, 2017 році виграв одне з них в Енкгейзені. Двома роками потому брав участь у The Voice Kids, де дійшов до другого етапу. 2020 року виграв прослуховування ARE YOU NEXT?, завдяки чому підписав контракт із звукозаписним лейблом Cloud 9 Music. Тоді ж співак уклав контракти з нідерландським продюсером Арно Крабманом, що працював, зокрема, зі співачкою S10, та композитором Йореном ван дер Воортом, який писав для Девіда Гетти, Мартіна Гаррікса, MONSTA X та багатьох інших.
Під час пандемії COVID-19 Клод почав писати власні пісні. 2022 року зробив прорив як музикант з хітом «Ladada (Mon dernier mot)», який набрав 57 млн трансляцій у Spotify, досяг діамантового статусу та першого місця в чартах Top 40 і Top 50 Spotify, англо-французька версія пісні стала хітом і потрапила в десятку кращих в Італії. Нідерландською мовою версія пробула 30 тижнів у рейтингу dotic Top 40 і залишалася в списку Single Top 100 протягом 55 із 56 тижнів. Трек здобув номінації на премію Едісона; за нього Клод також здобув нагороду 3FM як найкращий новачок, талант 3FM і найкращий артист року за версією Qmusic. Окрім цього, Клод має такі успішні роботи як «Layla» та «Écoutez-moi».
У квітні 2023 року мав виступити зі Stromae в рамках європейського туру бельгійця, але тур довелося скасувати через проблеми зі здоров'ям Stromae. Наприкінці 2023 року Клод за ініціативи Крабмана співпрацював зі Suzan & Freek, результатом чого став вихід їхнього спільного двомовного синглу «Vas-y (Ga maar)». Клод був відповідальним за написання частини пісні французькою мовою, дует – нідерландською. Окрім цього, співак також виступав на розігріві серії концертів дуету.
У травні 2024 року Клода обрали одним із чотирьох Послів Свободи для церемоній Дня пам’яті та фестивалів до Дня визволення.
19 грудня 2025 року був оголошений представником Нідерландів на Пісенному конкурсі Євробачення 2025. За словами відбіркового комітету, Клода обрали представником країни, оскільки він мав «значущу, поєднувальну та сприятливу для хіта пісню з міжнародною привабливістю, яка може без зусиль завоювати серця молодих і дорослих шанувальників Євробачення».
2025 року Клод також виступить на фестивалі Pinkpop, одній із найбільших музичних подій у Нідерландах.

## Музика та стиль
Музика Клода складається із суміші нідерландсько- і французькомовних текстів, підкріплених запам'ятовувальним ритмом, що нагадує стиль Stromae. Відчуття мови дозволяє Клоду виражати почуття та переживання у своїй музиці. Його натхненням є Stromae та Льюїс Капалді.

## Дискографія

### Альбоми
- Parler français (2024)

### Мініальбоми
- Beste Zangers 2024 (Claude) (2024)

### Сингли
- «Ladada (Mes Derniers Mots)» (2023)
- «Layla (Take Me On Your Way)» (2023)
- «Vas-y (Ga Maar)» разом зі Suzan & Freek(інші мови) (2023)
- «Écoutez-moi» (2024)
- «Parler français» (2024)
- «La pression» (2024)
- «Je t'aime» разом зі Зої Тауран(інші мови) (2024)
- «C'est La Vie» (2025)